# Sanções contra o Afeganistão
As sanções contra o Afeganistão foram aplicadas pelas Nações Unidas contra o governo afegão controlado pelos talibãs em novembro de 1999. As sanções eram destinadas a terroristas, especialmente Osama Bin Laden e membros da Al-Qaeda. 

Bandeira do Talibã, 1997-2001.

## Contexto
Em 7 de agosto de 1998, as embaixadas dos Estados Unidos em Nairóbi e Dar es Salaam foram alvos de ataques bombistas e a al-Qaeda, assim, desencadeou a conscientização do público internacional sobre a organização.  O Conselho de Segurança das Nações Unidas condenou os atentados em termos gerais, mas não abordou especificamente a al-Qaeda. No mesmo ano, a Resolução 1214 foi adotada na qual o Conselho exigia "que o Talibã parasse de fornecer refúgio e treinamento para terroristas internacionais e suas organizações".  Em 5 de novembro de 1998, Osama bin Laden e seu chefe militar Mohammed Atef foram acusados no Tribunal Distrital de Nova York por um ataque planeado a estabelecimentos de defesa dos Estados Unidos. Após esse evento, a delegação dos Estados Unidos requereu legalmente ao Conselho de Segurança que exigisse que o Talibã entregasse Osama bin Laden.  O líder talibã, Mullah Omar, recusou-se a entregar Osama bin Laden. Em consequência, o Conselho de Segurança implementou suas primeiras medidas sob o regime de sanções de 1267. Na Resolução 1267, o Conselho de Segurança justificou o regime de sanções referindo-se à violação do direito humanitário no Afeganistão, à discriminação contra as mulheres e à presença de produção ilícita de opiáceos.

## Sanções da ONU
As sanções da ONU foram elaboradas para impedir que o Talibã apoie e conduza atos de terrorismo internacional. A Resolução 1267 do Conselho de Segurança das Nações Unidas impôs uma série de sanções financeiras e de viagens a membros do governo do Afeganistão controlado pelos talibãs após os ataques bombistas a duas embaixadas estadunidenses pela al-Qaeda na África Oriental  e pela recusa do Talibã em entregar Osama bin Laden para ir a julgamento nos Estados Unidos pelos atentados às embaixadas.  Além disso, o Conselho de Segurança "condenou veementemente o [...] treinamento e planejamento"  de terroristas e atos terroristas e "reiterou ... profunda preocupação" com as atividades terroristas, bem como com as violações do direito internacional humanitário e dos direitos humanos, em particular a discriminação contra mulheres e meninas. 
Após a invasão do Afeganistão pelos Estados Unidos e a deposição do Talibã do governo, as sanções foram alteradas para atingir indivíduos específicos.  Essas pessoas foram incluídas em uma lista a pedido dos Estados-membros. 

### Eficácia
Os dois objetivos da Resolução 1267 eram coagir o Talibã a entregar Osama bin Laden às autoridades dos Estados Unidos para responder as acusações criminais pelos ataques bombistas as duas embaixadas estadunidenses na África Oriental e impedir que o Talibã e a al-Qaeda conduzissem atos internacionais de terrorismo.  As Nações Unidas falharam em coagir o governo afegão controlado pelos talibãs a entregar Osama bin Laden, que foi morto no Paquistão em 2011 como parte do esforço de guerra dos Estados Unidos no Afeganistão.  As sanções também não impediram o Talibã de conduzir atos terroristas. Nos anos seguintes à implementação das sanções, al-Qaeda assumiu a responsabilidade pelo atentado ao USS Cole em 2000, provocando a morte de dezessete marinheiros norte-americanos e feridos outros 39.  Além do USS Cole, a al-Qaeda reivindicou "responsabilidade direta"  pelos ataques de 11 de setembro, que provocaram a morte de 2 977 pessoas em Nova York, Washington, D.C. e a parte externa de Shanksville (Pensilvânia). O sucesso da Resolução 1267 foi limitado devido à confiabilidade nas informações fornecidas pelos Estados-membros. 
O objetivo da Resolução 1333 era restringir o acesso do Talibã a armas e munições convencionais e  armas de destruição em massa. O sucesso da Resolução 1333 foi limitado  devido à dependência de informações fornecidas pelos Estados-membros para permitir que os Comitês monitorem e apliquem sanções com sucesso. A Resolução 1333 contava com a capacidade das nações em desenvolvimento sem a  competência de aplicar e relatar violações.  O Comitê enviou a Equipe de Apoio a Sanções em 2002. A equipe de apoio a sanções, encarregada de implementar o Embargo de Armas ao longo da fronteira Afeganistão-Paquistão, foi descrita como pequena e uma "força inadequada" que foi colocada na região após o ataque terrorista de 11 de setembro. A implantação dos monitores foi atrasada  e o embargo de armas não pôde ser totalmente implementado.
A Resolução 1267 e a subsequente Resolução do Conselho de Segurança das Nações Unidas, incluindo a 1333, foram creditadas com a promoção da cooperação internacional no combate ao terrorismo e o fortalecimento de medidas antiterrorismo em organizações intergovernamentais, como a Força-Tarefa de Ação Financeira (FATF) e o Fundo Monetário Internacional (FMI). Os mecanismos que foram criados para minimizar a efetividade da al-Qaeda ainda estão em vigor e foram utilizados pelas Nações Unidas para combater o Estado Islâmico.

## Efeitos sobre o povo afegão
Protestos generalizados eclodiram no Afeganistão em novembro de 1999, quando as sanções das Nações Unidas entraram em vigor. Os manifestantes atacaram escritórios e veículos da ONU. A companhia aérea nacional afegã, Ariana, que transportava medicamentos, alimentos e prestadores de serviços de saúde para o Afeganistão, foi penalizada. Várias ONGs retiraram seus programas à medida que o nível de insegurança no Afeganistão aumentava e devido à retirada do apoio dos doadores.   Na época, as ONGs representavam aproximadamente 70% dos serviços de saúde prestados no Afeganistão. As sanções agravaram a crise humanitária no país, que vinha sofrendo com a guerra há mais de vinte anos.
Em agosto de 2000, o Escritório das Nações Unidas para a Coordenação de Assuntos Humanitários (ENUCAH) relatou que as sanções existentes tiveram um “efeito negativo tangível” sobre a população do Afeganistão.  Grupos de ajuda humanitária como Médicos Sem Fronteiras e Human Rights Watch, juntamente com o Secretário-Geral das Nações Unidas Kofi Annan e a UN Afghanistan, criticaram a decisão de sanções mais rígidas contra o partido governante do Afeganistão em 2000, no que diz respeito à situação humanitária no país. 
O jornal médico The Lancet relatou em 2001 que a implementação de sanções mais rigorosas pela ONU contra o Afeganistão coincidiu com um período de seca no país. De acordo com um porta-voz do Médicos Sem Fronteiras (MSF), a comida havia se tornado tão escassa que muitas pessoas começaram a comer raízes de plantas. Um porta-voz do Alto Comissariado das Nações Unidas para Refugiados (ACNUR) chamou a situação de "uma crise semelhante à fome".